# Giovanni Guasco
Giovanni Guasco (né vers 1680 à Reggio d'Émilie et mort le 7 décembre 1746 dans la même ville) est un littérateur italien.

## Biographie
Né à Reggio vers 1680, il fit de très-bonnes études, et prit tous ses grades en droit ; il embrassa ensuite l’état ecclésiastique, devint secrétaire du cardinal Gonzague, administrateur des diocèses de Palerme et de Messine, et séjourna plusieurs années dans cette dernière ville. De retour à Reggio, l’évêque l’honora de sa confiance, et l’Académie des Muti l’admit au nombre de ses membres avec le titre de son historiographe. Quelque temps après, il fut reçu à l’Académie d'Arcadie, sous le nom de Matildo Stinfelio, et mourut à Reggio le 7 décembre 1746.

## Œuvres
- La Purità trionfante del Sospetto, oratorio per musica, Reggio, 1705, in-fol. ;
- Storia litteraria del principio e progresso dell’accademia di belle lettere in Reggio, ibid., 1711, in-4°. La suite de cet ouvrage qu’il annonçait n’a point paru. Tiraboschi lui reproche de manquer de discernement et d’exactitude.
- Vita di Ercole Berossi, dans le tome 1er des Notizie degli Arcadi ;
- l’Oraison funèbre d’Ottavio Picenardi, évêque de Reggio, et des Poésies éparses dans différents recueils.